# Арал (Актюбинская область)
Арал (каз. Арал) — упразднённое село в Алгинском районе Актюбинской области Казахстана. Входило в состав Карахобдинского сельского округа.

## Население
В 1999 году население села составляло 0 человек.